# Ван Хекке, Ян Пол
Ян Пол ван Хекке (нидерл. Jan Paul van Hecke; род. 8 июня 2000, Арнемёйден, Зеландия) — нидерландский футболист, защитник клуба «Брайтон энд Хоув Альбион» и сборной Нидерландов.

## Клубная карьера
Ван Хекке — воспитанник клубов ВВ Гус и НАК Бреда. 16 августа 2019 года в матче против «Хелмонд Спорт» он дебютировал в Эрестедивизи в составе последних. 31 января 2020 года в поединке против «Эксельсиора» Ян Пол забил свой первый гол за НАК Бреда. Летом 2020 года ван Хекке перешёл в английский «Брайтон энд Хоув Альбион», подписав контракт на 3 года, где сразу же на правах аренды перешёл в «Херенвен». 19 сентября в матче против ситтардской «Фортуны» он дебютировал в Эредивизи. 1 ноября в поединке против роттердамской «Спарты» Ян Пол забил свой первый гол за «Херенвен».
Летом 2021 года ван Хекке был арендован «Блэкберн Роверс». 16 октября в матче против «Ковентри Сити» он дебютировал в Чемпионшипе. 11 декабря в поединке против «Борнмута» Ян Пол забил свой первый гол за «Блекберн Роверс».
В 2022 году по окончании аренды ван Хекке вернулся в «Брайтон энд Хоув Альбион». 27 августа в матче против «Лидс Юнайтед» он дебютировал в английской Премьер-лиге. 

## Международная карьера
В 2023 году в составе молодёжной сборной Нидерландов ван Хекке принял участие в молодёжном чемпионате Европы в Румынии и Грузии. На турнире он сыграл в матчах против сборных Бельгии, Португалии и Грузии.